# Potok Tounjski
Potok Tounjski is een plaats in de gemeente Tounj in de Kroatische provincie Karlovac. De plaats telt 88 inwoners (2001).